# Angraecum tamarindicolum
Angraecum tamarindicolum är en orkidéart som beskrevs av Rudolf Schlechter. Angraecum tamarindicolum ingår i släktet Angraecum och familjen orkidéer. Inga underarter finns listade i Catalogue of Life.